# Baldriga de Parkinson
La baldriga de Parkinson (Procellaria parkinsoni) és un ocell marí de la família dels procel·làrids (Procellariidae), d'hàbits pelàgics que cria a les illes Great Barrier i Little Barrier, del nord de Nova Zelanda, dispersant-se cap al nord-est fins prop de les costes centre-americanes.